# Kaplica grobowa Tchorznickich, Stankiewiczów i Urbańskich w Sanoku
Kaplica grobowa Tchorznickich, Stankiewiczów i Urbańskich w Sanoku – zabytkowa kaplica grobowa w dzielnicy Dąbrówka miasta Sanoka, pierwotnie powstała na terenie wsi Dąbrówka Ruska.

## Historia
Kaplica znajduje się przy Alei Najświętszej Marii Panny na wschodnim skraju cmentarza w sanockiej dzielnicy Dąbrówka, położonego tuż powyżej przylegających do siebie dwóch świątyń: pierwotnie istniejącej – greckokatolickiej cerkwi św. Dymitra parafii pod tym wezwaniem i później wzniesionego rzymskokatolickiego kościoła Narodzenia Najświętszej Maryi Panny parafii pod tym wezwaniem.
Kaplica pochodzi z 1842 lub z 2. poł. XiX wieku (według innego źródła sprzed 1848). Pierwotnie w 1880 została określona w Słowniku geograficznym Królestwa Polskiego i innych krajów słowiańskich jako „kaplica grobowa i mszalna Tchorznickich i Urbańskich”. Tchorzniccy w XIX wieku byli właścicielami wsi Dąbrówka Polska i Dąbrówka Ruska. Rody ziemskie Rylskich i Tchorznickich zostały ze sobą skoligacone po tym, jak w 1853 Zygmunt Rylski poślubił Józefę Tchorznicką, córką Jana i Kornelii, z domu Stankiewicz.
Kaplica została wzniesiona na planie ośmioboku równoramiennego. 
Około 1867 kaplica była odnawiana. Podczas II wojny światowej (1939-1945) została zdewastowana. W 1972 została włączona do uaktualnionego wówczas spisu rejestru zabytków Sanoka w jego nowych granicach administracyjnych (istniejących do 1977). 
Kaplica została wpisana do wojewódzkiego rejestru zabytków (A-211 z 6 sierpnia 2007) oraz do gminnego rejestru zabytków miasta Sanoka.

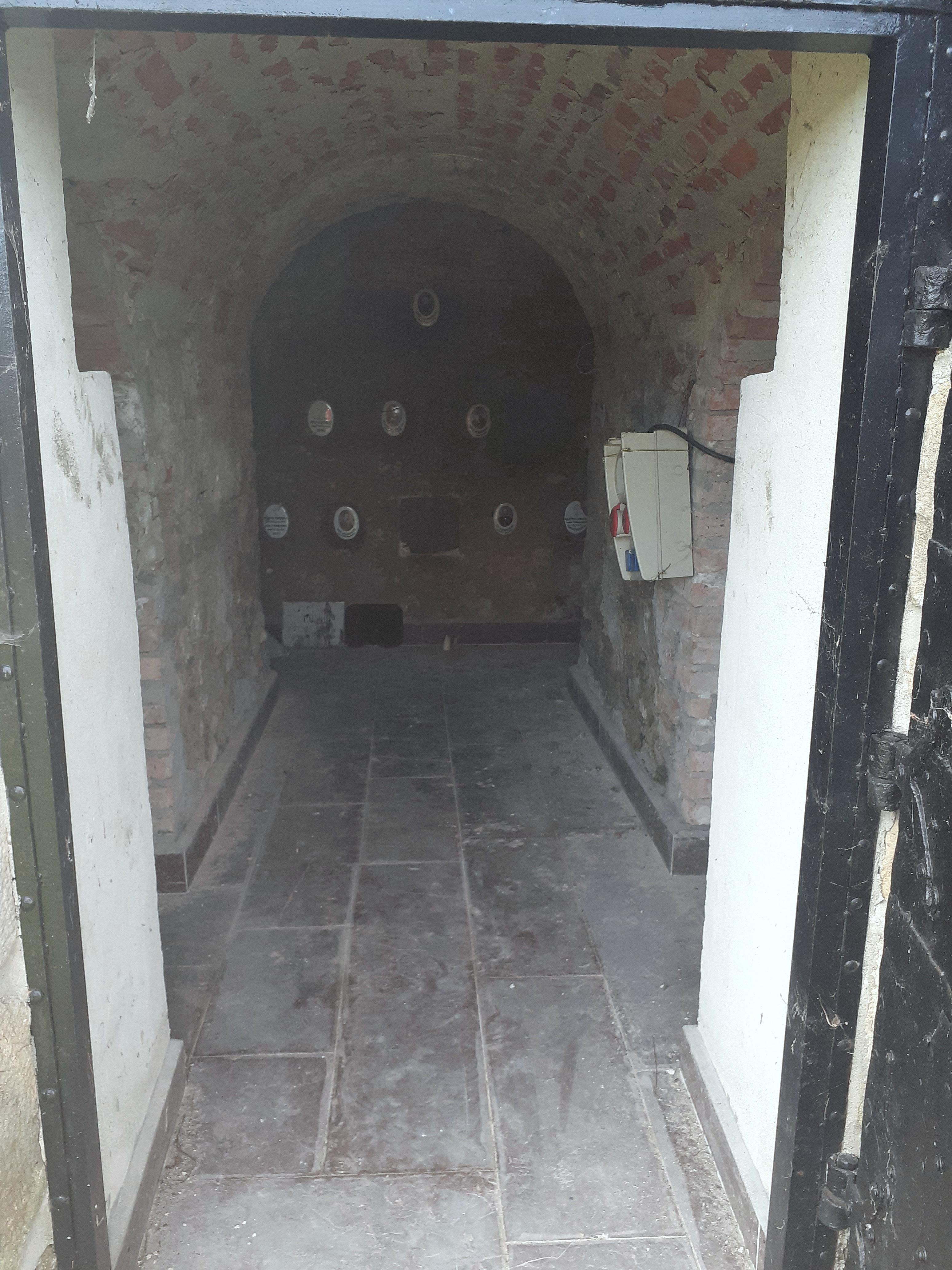
Wnętrze krypty

## Pochowani
W kaplicy zostali pochowani (faktycznie w jej podziemiach):
- Katarzyna Tchorznicka (1838-1842, córka Jana i Korneli)[16][17][a]
- Ignacy Tchorznicki (zm. 1845, syn Piotra i Katarzyny, 22-letni student filozofii)[18]
- Jakób Stankiewicz (zm. 1846, wdowiec[19][20], ojciec Korneli)
- Walentyna Urbańska, z domu Tchorznicka (zm. 1850) oraz córki Aleksandra (ur. 1847[21]) i Wanda[b]
- Jan Tchorznicki (1777-1868)[22]
- Piotr Tchorznicki (syn Jana i Korneli, zm. 1868[23])
- Erazm Stankiewicz (brat Korneli, 1798-1872)[24]
- Leon Stankiewicz (dziadek Korneli, zm. 1875)[25][c]
- Władysław Urbański (mąż Walentyny, zm. 1879)[26]
- Kornela Tchorznicka z domu Stankiewicz (żona Jana, zm. 1885)[27][28]
- Teofila Tchorznicka (1839-1899, córka Jana i Korneli)[29]
- Józefa Rylska, z domu Tchorznicka (córka Jana i Korneli, zm. 1907)

Portrety zmarłych, uwiecznione w emalii z XIX wieku, zostały umieszczone na ścianach nisz, w których spoczęli w niszach.